# Science Power Platform

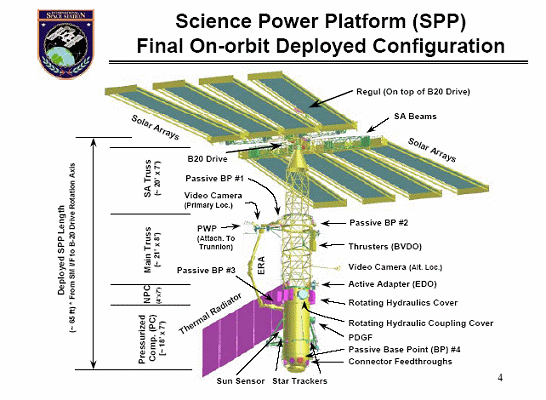
ISS Science Power Platform

La Science Power Platform (SPP) è stato un elemento previsto per la sezione russa della Stazione spaziale internazionale, inizialmente progettato per la Mir-2. Inizialmente i Russi contavano di lanciarlo con un razzo Proton o Zenit, successivamente in base ad un accordo si decise di lanciarlo durante una missione dello Shuttle. Avrebbe fornito la necessaria potenza elettrica ai moduli russi e la possibilità di variare l'assetto della stazione, in modo da poter cambiare orbita. La SPP avrebbe avuto otto sezioni di pannelli solari ed un braccio meccanico costruito dall'Agenzia spaziale europea che si sarebbe occupato della manutenzione.
La sospensione dei voli dello Shuttle e la conseguente revisione del piano di costruzione della ISS, insieme alla riduzione del numero di moduli russi previsti, portarono alla cancellazione di questo elemento. Nel marzo 2006 è stato raggiunto un accordo tra i Russi e la NASA per la fornitura di parte dell'alimentazione di cui i moduli russi hanno bisogno, poiché dopo l'eliminazione della SPP non potranno più essere alimentati indipendentemente dal resto della stazione: la restante potenza sarà fornita da pannelli solari dispiegati direttamente all'esterno dei moduli principali, similmente a quanto avviene sulla Sojuz. Il guscio pressurizzato già costruito per lo SPP è stato riutilizzato per la costruzione del modulo Rassvet, che è stato infine lanciato durante la missione STS-132 dello Shuttle nel maggio 2010.